# Kanzlerbungalow
Le Kanzlerbungalow (littéralement en français : bungalow du chancelier), officiellement appelé bâtiment de logement et de réception du chancelier fédéral (en allemand : Wohn- und Empfangsgebäude des Bundeskanzlers) est le lieu de résidence et de réception du chancelier fédéral ouest-allemand puis allemand entre 1964 et 1999, à Bonn.
Commandée par Ludwig Erhard peu avant son accession au pouvoir, la résidence se situe dans le parc du palais Schaumburg. Elle se compose de deux espaces carrés, le plus grand destiné aux réceptions et le plus petit à la vie privée. Chaque carré dispose d'un atrium, dont l'un équipé d'une piscine. Depuis 1977, la terrasse est protégée par une paroi en verre blindé, installé à l'époque pour se prémunir d'un éventuel attentat de la RAF. À l'exception de Willy Brandt et Gerhard Schröder, tous les chanceliers y ont résidé et versaient un loyer.

## Histoire

### Construction
À partir de la fondation de la République fédérale en 1949, le chancelier fédéral dispose d'un bureau au palais Schaumburg mais n'y réside pas. En effet, Konrad Adenauer fait chaque jour l'aller-retour avec son domicile privé à Bad Honnef, à l'ouest de la capitale fédérale, Bonn.
Le ministre fédéral de l'Économie (et futur chancelier) Ludwig Erhard prend alors en 1963 la décision de faire construire une résidence moderne pour le chef du gouvernement. Il fait donc appel à l'architecte Sep Ruf — qui a déjà dessiné la propre maison d'Erhard — pour réaliser dans le parc du palais un bâtiment prestigieux et moderne dans la tradition du modernisme classique.
Bâti pour un montant de deux millions de marks, le Kanzlerbungalow est considéré comme un exemple de l'architecture ouest-allemande.

### Occupation
Si Kurt Georg Kiesinger a critiqué le bungalow pour son manque de confort, Willy Brandt n'y a pas résidé, préférant continuer de vivre à la Villa Kiefernweg, propriété de l'office des Affaires étrangères et utiliser sa résidence comme lieu de réception. Helmut Schmidt puis Helmut Kohl s'y sont installés durant toute la durée de leur mandat, versant un loyer au gouvernement fédéral.

### Déménagement
Après l'accession au pouvoir de Gerhard Schröder en octobre 1998, ce dernier renonce à résider dans le bâtiment du fait du déménagement imminent de la chancellerie à Berlin. Il autorise donc Kohl à continuer d'y vivre jusqu'au transfert de la capitale, effectif le 30 septembre 1999. Deux ans plus tard, la nouvelle chancellerie fédérale est inaugurée, comprenant à son sommet un appartement réservé au chancelier.

### Nouveaux usages
Vide depuis 1999, le Kanzlerbungalow a servi de studio d'enregistrement à l'émission politique éponyme de la Westdeutscher Rundfunk Köln, la télévision régionale de Rhénanie-du-Nord-Westphalie. En 2007, la fondation Wüstenrot entreprend de faire restaurer le bâtiment. Les travaux durent deux ans et la Maison de l'Histoire de la République fédérale d'Allemagne y organise par la suite des visites de groupe et y maintient une petite exposition permanente, ayant inscrit la résidence sur la « Route de la démocratie » (Weg der Demokratie), un circuit comprenant les principaux lieux de pouvoir de la « République de Bonn ».
Des lectures et des concerts peuvent s'y tenir.

## Aménagements
La volonté de l'architecte de donner à la résidence une impression de légèreté le conduit à choisir une construction à ossature d'acier et un toit plat. Le bâtiment est constitué de deux carrés, l'un de 24m de côté et l'autre de 20m. Chacun d'eux dispose d'une cour intérieure carré, de 8m de côté.
Le plus grand carré est destiné aux activités de représentation. Il comprend le hall d'entrée, un grand salon de réception, une salle de conférence, un bureau et un restaurant. On y trouve également la cuisine et la salle à manger privées, qui donnent accès au plus petit carré, réservé à la vie familiale. Les cloisons intérieures étant amovibles, l'espace de représentation peut présenter différentes combinaisons d'espaces. Une terrasse orientée à l'est, vers le Rhin, est aménagée dans le parc, partagé avec le palais Schaumburg, la Villa Hammerschmidt et le bâtiment de la chancellerie fédérale.
Le petit carré est réservé à la vie privée du chancelier. Le chef de l'exécutif et son épouse bénéficient chacun d'une chambre, d'un dressing, d'une salle de bain et d'un espace de travail, aménagés symétriquement. Cet espace forme un « U » autour de la cour intérieure, laquelle comprend une piscine. Le reste de la structure accueille trois chambres de service, deux chambres d'hôte, un salon privé et un salon pour le personnel, qui permet d'accéder à l'espace de représentation.
La Bundeshaus, où sont installés le Bundestag et le Bundesrat, se situe à 200 m.

### Modifications
En 1977, pour éviter un éventuel bombardement de la Fraction armée rouge depuis la rive droite du Rhin, une façade en verre blindé est installée sur la terrasse. Une cave est ajoutée sept ans plus tard, pour stocker une partie du mobilier.

## Galerie

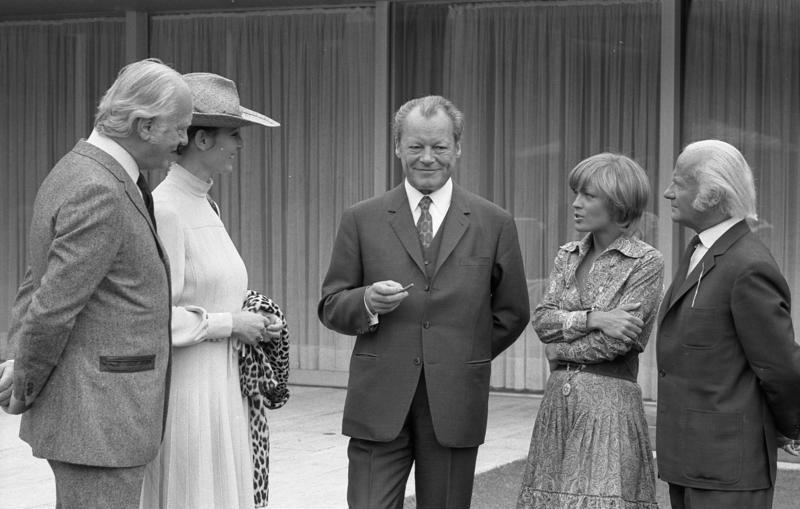
Willy Brandt, Curd Jürgens et Romy Schneider sur la terrasse, en 1971.
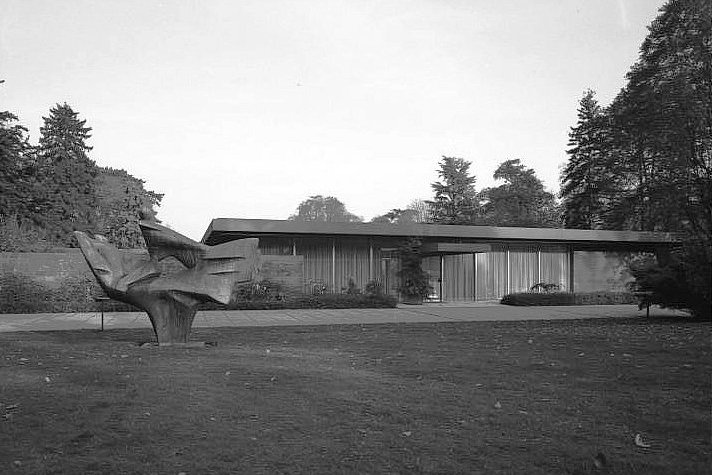
L'entrée, sur la façade ouest, en 1972.
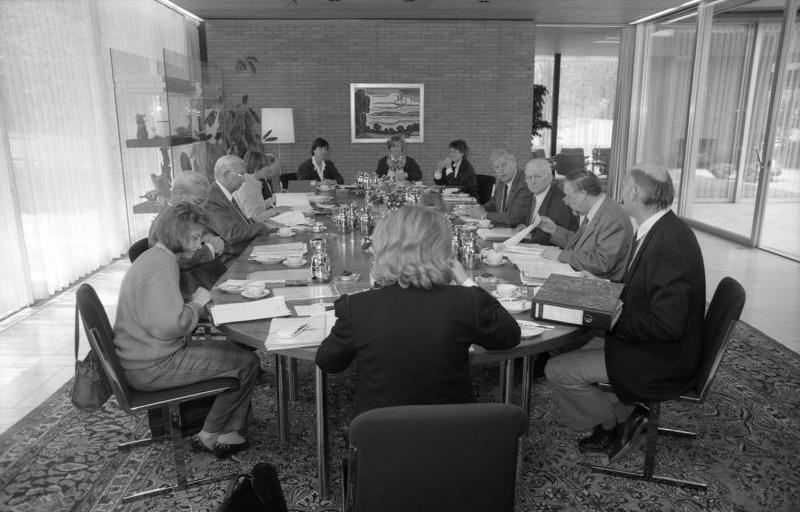
Une réunion du directoire de la fondation d'Hannelore Kohl dans la salle de conférences, en 1988.
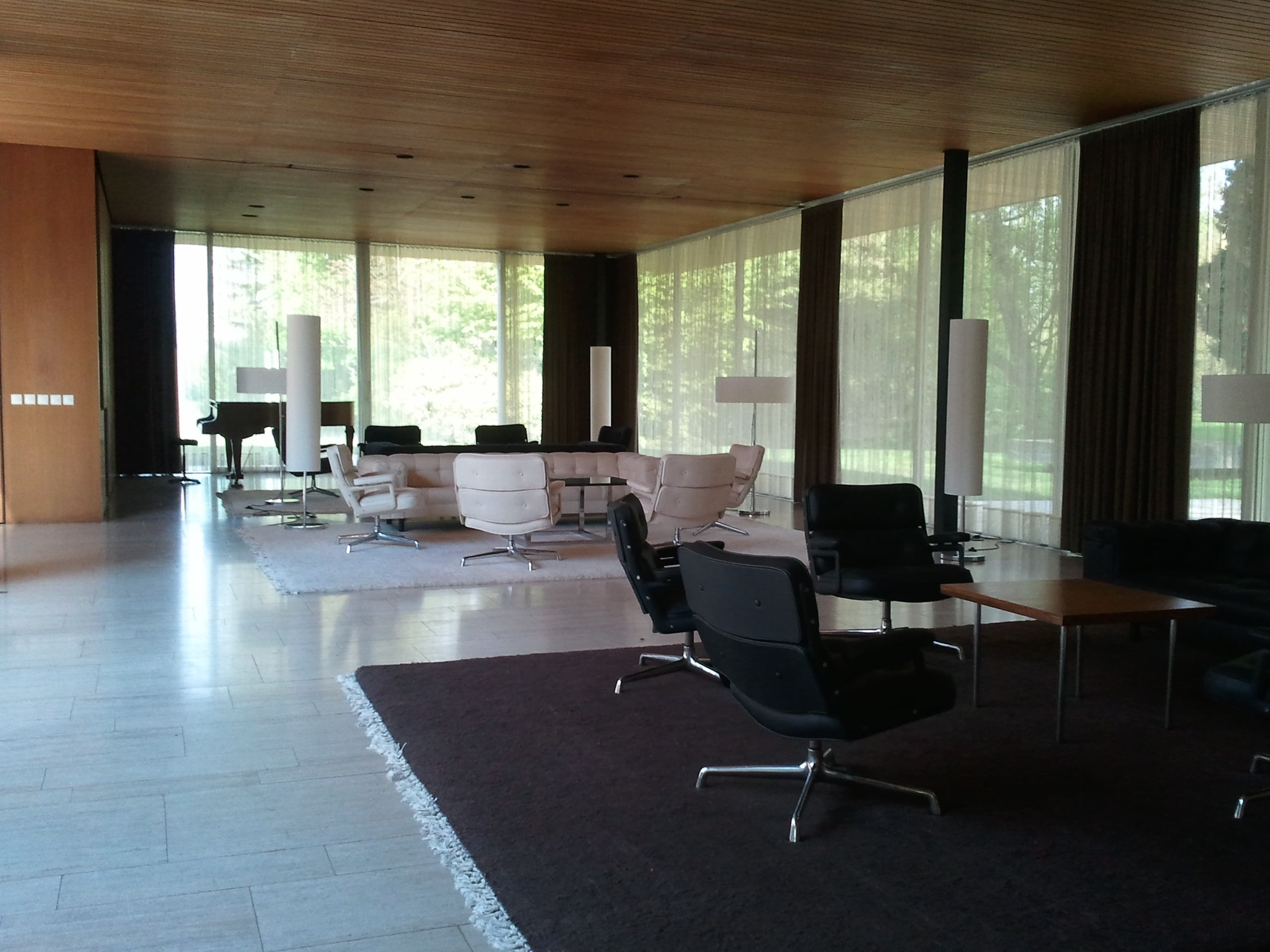
Le salon de réception, en 2009.
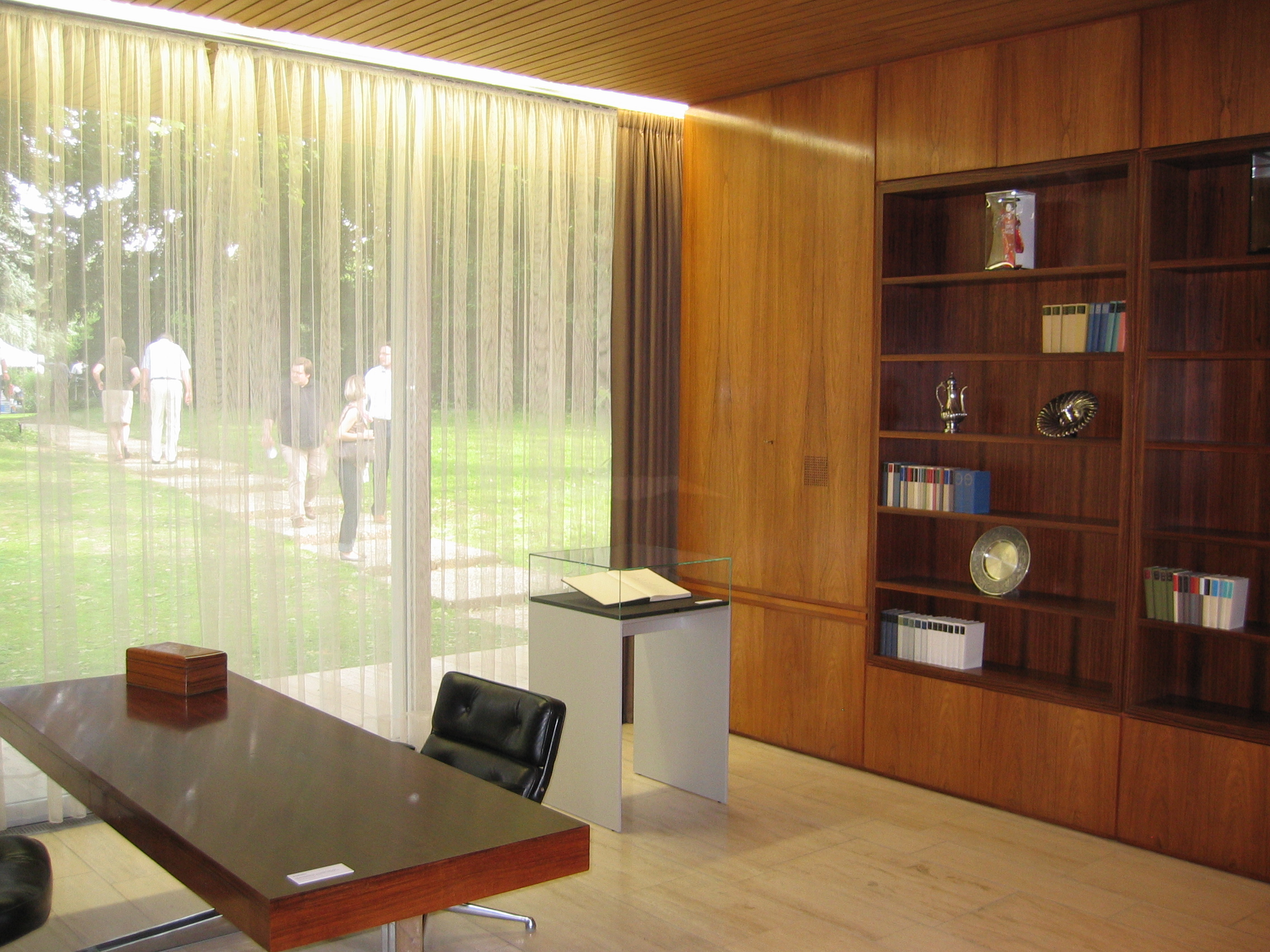
Le bureau privé du chancelier, en 2009.
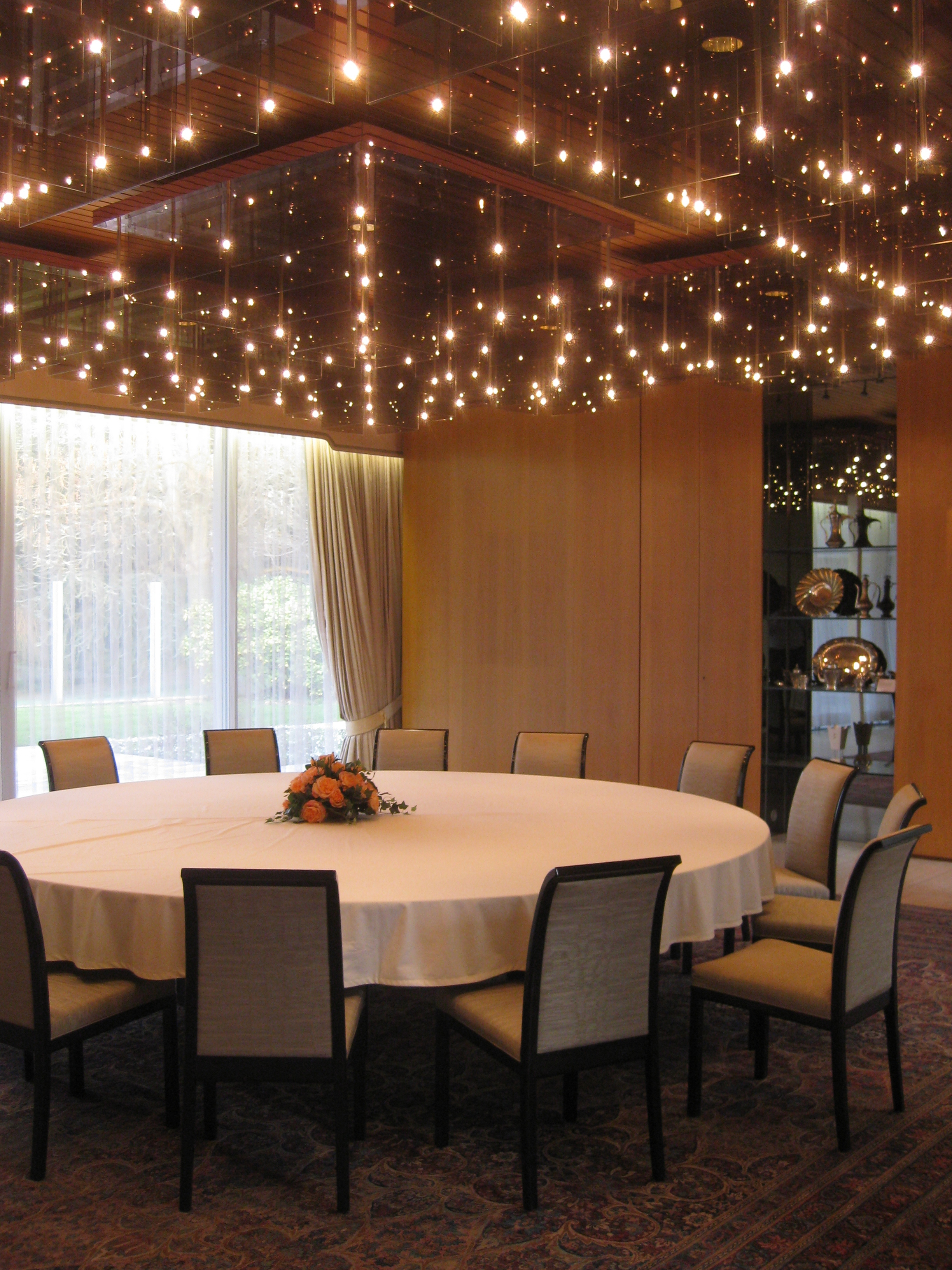
Le restaurant de l'espace de réception, en 2012.
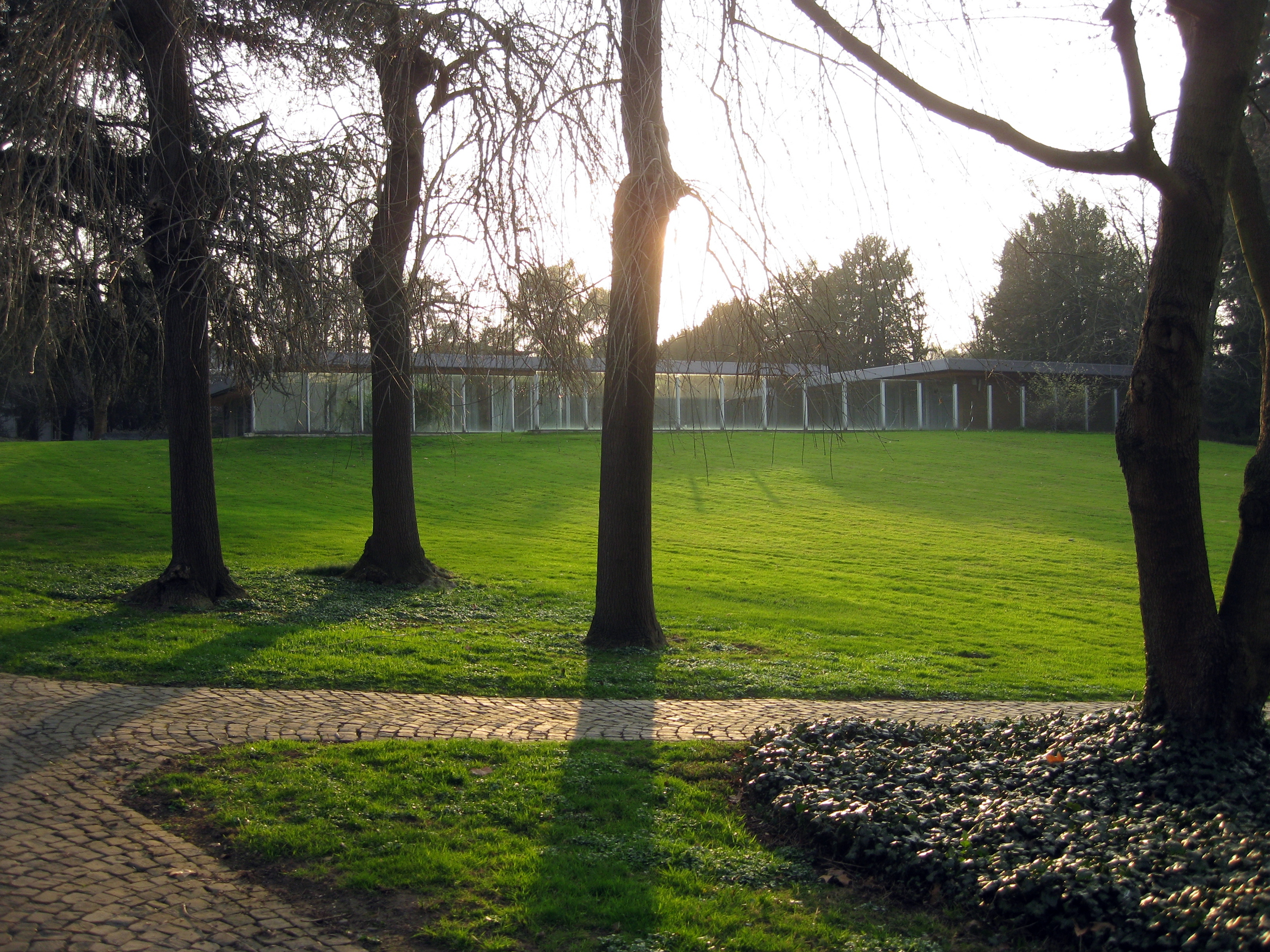
Le mur en verre blindé de la terrasse, en 2012.